# 究極のヒーローは誰だ!新スポーツエンターテインメント KuroOvi選手権
『究極のヒーローは誰だ!新スポーツエンターテインメント KuroOvi選手権』（きゅうきょくのヒーローはだれだ しんスポーツエンターテインメント クロオビせんしゅけん）は、CS放送局ファミリー劇場で放送、YouTubeで配信された番組である。

## 番組概要
SASUKEシリーズを生み出したコンテンツクリエイター、樋口潮が創り上げる新たなスポーツエンターテイメント番組。12の難関コースを舞台に行う筋力、知力、道具を駆使してのタイムトライアルレース番組である。レギュラー放送前の2月10日、19:30から20:30まで挑戦編と題した番組を放送。 2月18日19時よりレギュラー放送がスタート。
“壊滅した都市からの人命救助”をテーマにし、コースは概ねアスファルトの道路をイメージしてある。
タイムアタックの要素、身体能力に応じた個性あふれる攻略を重要視しているため、コースクリアそのものはSASUKEシリーズよりも容易になっているが、道具の使用を可能にし、コースによってはショートカットが可能であるなど戦略性を増している。参加資格は16歳以上の健康な男女。制限時間は全体で4分30秒。
番組MCは、佐藤弘道、竹内紫麻が担当。

## 出演者
MC
- 佐藤弘道、竹内紫麻

実況
- 田中雄介[2]

## コース
コース全体の制限時間は4分30秒。
各エリアに制限時間が設けられている（しかし、実際には各エリアのタイムは目安であり、全てのエリアの制限時間いっぱい使って挑むと、9分かかる計算となってしまうので、かなりの時間短縮が求められる）。
1. スパイラルロード（SPIRAL ROAD）　制限時間:60秒
シャトルループ状にねじれた道。助走をつけてジャンプして越える、ぶら下がって反動をつけて腕の力で飛び越える、上によじ登ってから降りるクリア方法がある。落ちると水没するが、ボート、梯子などの道具を使う事も可能。
2. ドアラダー（DOOR LADDER）　制限時間:60秒
かつてSASUKEに登場した「フローティングボード」に似たエリア。途切れた道にぶら下がる3枚の厚さと高さが違う板（それぞれ地上から4.3m,4.6m,4.9m）を、腕力を使い渡っていく。腕力に自信のない挑戦者は、コースの右側を進み、梯子で上に上がることもできる。
3. ロープウェイ（ROPE WAY）　制限時間:40秒
断崖に2本の縄のかかるコース。1本は滑車がついているが、持ち手を引き寄せなければならないため時間がかかる。もう1本は腕の力で進んでいく。対岸への距離は6.3m。
4. ブレインパニック（BRAIN PANIC）　制限時間:30秒
かつて海筋肉王 〜バイキング〜に登場した「パーレイ」とほぼ同じエリア。疲れた体に襲い掛かる2ケタ足し算。計算機の使用も可能。間違えると奈落行きとなる。
5. メトロ（METRO）　制限時間:90秒
空中に傾き浮いた、床の外れた電車。掲示された5ケタの数字を覚え、つり革や網棚につかまり対岸へ移動する。網棚に上って進むことも可能。
6. フォールンラダーブリッジ（FALLEN LADDER BRIDGE）　制限時間:20秒
横倒しになった梯子を渡る。一本橋のように進むことも、梯子の側面を渡ることも可能。メトロでの5桁の数字はこのエリアを超えた場所で入力。正しければドアが開く。間違えてもリタイアにはならないが、忘れた場合はメトロへ数字をまた見に行かなければならない。対岸までの距離は3.6m。渡り切りさえすれば、20秒が過ぎてもリタイアにはならない。
7. レールトラック（RAIL TRACK）　制限時間:60秒
中央部まで渡ると回転する梯子。後半は雲梯の要領で渡る。岡安旅人選手が梯子が回転する前に走り抜けてクリアしたことから、この攻略法に「旅人」という名前が命名された。
8. ツイスター（TWISTER）　制限時間:30秒
コの字に折れ曲がった道。ジャンプなどで上部をつかみ、離れた平らな道へと渡る。なお道の上にあるラバーポール（公式表記ではパイロン）には掴まってはいけない。上部のバーを掴んだ時点で制限時間は解除される。谷口海選手が、バーを反対まで渡らずに岸へとジャンプしクリアしたことから、この攻略法に「谷口海」という名前が命名された。
9. バンカーヒル（BUNKER HILL）　制限時間:30秒
5メートルの急な高低差と45度の傾斜のある360度のコーナー。道中ラバーポールが設置されており、そこをうまく避けながら進む。スケートボード、自転車の使用も可能。（大会では誰一人使用しなかった。）
10. サンドバックヒル（SANDBAG HILL）　制限時間:60秒
ランダムに積まれた20kgと40kgの土嚢をどかして隠された小窓から脱出する。小窓の大きさは85cm。
11. スパイクロード（SPIKE RODE）　制限時間:30秒
スパイラルロード同様のループ道だが、上部は繋がっておらず二つの壁となっている。登るか、ジャンプして超える。最上部の高さは4.5m。
12. ザウォール（THE WALL）　制限時間:60秒
左右を囲まれた高い壁。垂れ下がった縄梯子に飛びつき、よじ登る。地面は水が敷かれている。登り切った先にあるボタンを押したところでゴールとなる。ロイター板を使うことも可能。

## クリア者タイムランキング
| 順位 | 名前                     | タイム    |
| ---- | ------------------------ | --------- |
| 1    | 佐々木原                 | 1分40秒10 |
| 2    | アイザック・カルディエロ | 1分45秒00 |
| 3    | 谷口海                   | 1分55秒60 |
| 4    | ファリス・ゼロ           | 2分02秒80 |
| 5    | 岡安旅人                 | 2分10秒90 |
| 6    | 横山直樹                 | 2分16秒02 |
| 7    | 出来田和哉               | 2分26秒80 |
| 8    | 三宅正晃                 | 2分32秒80 |
| 9    | 鈴木智也                 | 2分33秒00 |
| 10   | ラギヴァル・アナスターズ | 2分37秒10 |
| 11   | 大山大和                 | 2分37秒50 |
| 12   | レイモンド・グーゾー     | 2分46秒70 |
| 13   | 石川翔                   | 2分48秒40 |
| 14   | マイケル・キダ           | 2分50秒70 |
| 15   | 長島幸翼                 | 2分53秒30 |
| 16   | 金山駿                   | 2分56秒60 |
| 17   | 野元信吾                 | 3分02秒00 |
| 18   | 酒井靖史                 | 3分05秒00 |
| 19   | 永尾麟之介               | 3分09秒50 |
| 20   | 船木敬央                 | 3分11秒00 |
| 21   | 長原遼太郎               | 3分11秒30 |
| 22   | 岡田悠人                 | 3分11秒50 |
| 23   | 中野拓也                 | 3分21秒20 |
| 24   | 伊藤純平                 | 3分26秒90 |
| 25   | 岩崎真也                 | 3分34秒90 |
| 26   | 鎗田浩平                 | 3分38秒10 |
| 27   | 竹縄隼一                 | 3分38秒40 |
| 28   | 佐々木翔平               | 3分42秒10 |
| 29   | 豊田時生                 | 3分45秒00 |
| 30   | 小澤佑太                 | 3分48秒00 |
| 31   | 岡本幹正                 | 3分55秒50 |
| 32   | 竹嶌厚                   | 4分01秒80 |
| 33   | 東義智                   | 4分02秒01 |
| 34   | デルモッテ・アルノー     | 4分04秒80 |
| 35   | 竹之内海斗               | 4分06秒30 |
| 36   | 北野勇治                 | 4分10秒30 |
| 37   | 川上惟                   | 4分12秒70 |
| 38   | 金谷俊太朗               | 4分17秒90 |
| 39   | 廣川一也                 | 4分18秒70 |
| 40   | 赤西龍之介               | 4分23秒00 |
| 40   | 木賀友也                 | 4分23秒00 |
| 42   | 大塚隼人                 | 4分24秒30 |
| 43   | 吉田直樹                 | 4分28秒90 |